# لانگمیدو شرقی (ماساچوست)
لانگمیدو شرقی، ماساچوست
لانگمیدو شرقی(به انگلیسی: East Longmeadow) شهرکی در شهرستان همپدن ایالت ماساچوست می‌باشد که در سال ۱۸۹۴ بنیان‌گذاری شده‌است. این شهرک در سرشماری سال ۲۰۱۰ میلادی، ۱۵٬۷۲۰ نفر جمعیت داشته‌است.